# Macrochiridothea michaelseni
Macrochiridothea michaelseni is een pissebed uit de familie Chaetiliidae. De wetenschappelijke naam van de soort is voor het eerst geldig gepubliceerd in 1901 door Ohlin.